# 咖啡酸
咖啡酸（英語：Caffeic acid），是一种归属于羟基肉桂酸的有机化合物，同时具有酚羟基和丙烯酸两种官能团结构。因为咖啡酸是生物合成植物生物质及其残留物的主要组分之一木质素的关键中间体，所以它广泛存在于各种植物中。它可以在热水和乙醇中溶解，冷水中微溶。常温下为黄白色结晶体。

## 自然中的含量
自然界中，咖啡酸可以在蓝桉的树皮中找到，也可以在淡水蕨类槐叶苹或桑黄蘑菇中发现。

### 食物中的含量
咖啡酸在咖啡中的含量非常低，仅为0.03毫克/ 100毫升。它是摩洛哥坚果油所含的主要天然酚类之一，在一些草药，特别是百里香、鼠尾草和留兰香中咖啡
酸的含量较高（约20mg/100g）。在锡兰肉桂和八角茴香中的含量约22mg/100g。 向日葵种子中的咖啡酸含量较高（8mg/100g），在红葡萄酒存在一定量的咖啡
酸（1.88mg/100ml），苹果酱，杏和李子中也含有咖啡酸（1mg/100g）。 南美州的草药巴拉圭冬青中也有相当高含量的咖啡酸（基于薄层色谱密度测定和高效液相色谱法测得的含量为150mg /100g）。同时也存在于大麦谷物中。

## 代谢途径

### 生源合成
咖啡酸的生源合成是从绿原酸的香豆酸酯（酯化的侧链醇）经羟基化产生的。 这种羟基化过程产生莽草酸的咖啡酸酯，进而转化为绿原酸。 它是阿魏酸，松柏醇和芥子醇的前体，它们是形成木质素的重要结构单元。
许多种植物能产生咖啡酸及其衍生物咖啡酸苯乙醇酯。

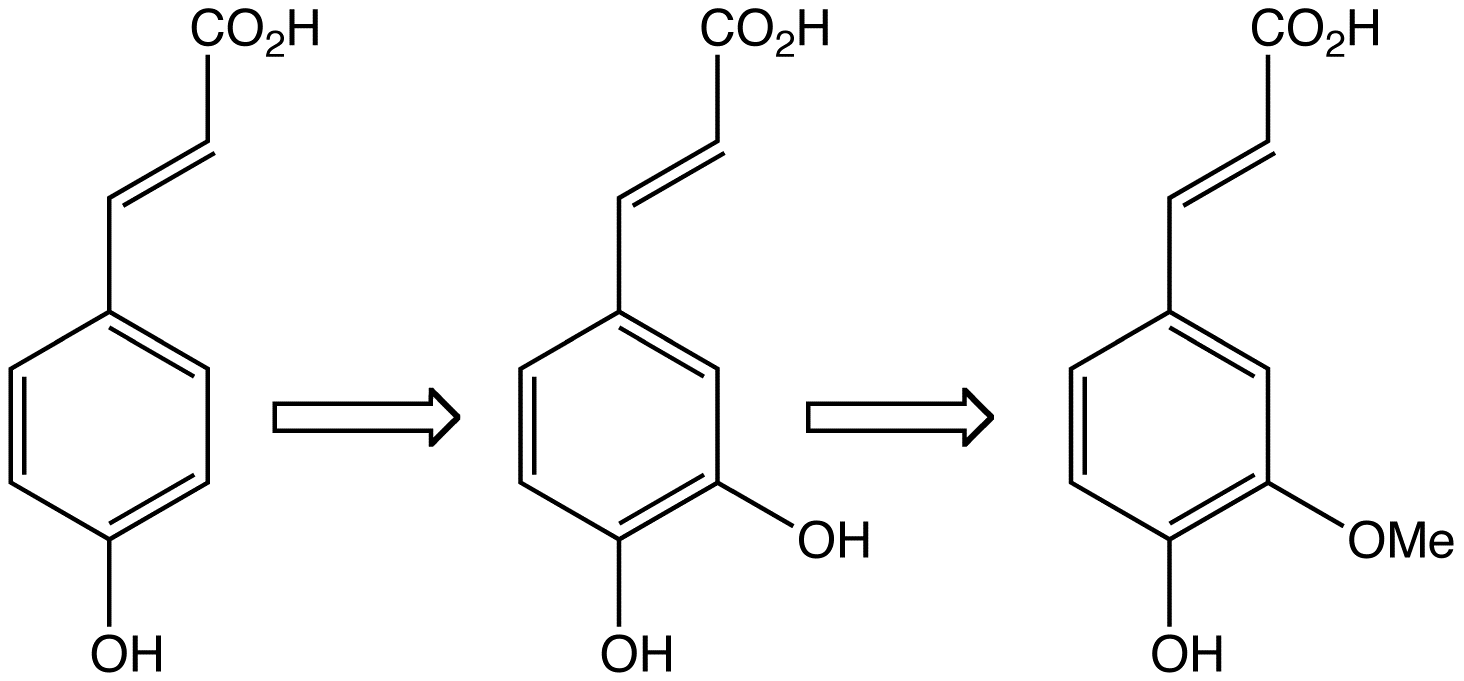
在植物中，从4-羟基肉桂酸（左）形成咖啡酸（中间），并进而转化为阿魏酸。

### 生物转化
咖啡因O-甲基转移酶是负责将咖啡酸转化为阿魏酸的酶。咖啡酸和相关的邻二酚被组织提取物中的邻二酚氧化酶快速氧化。

## 药理作用
在体外研究和动物模型中发现咖啡酸具有多种潜在的药理作用，通过氧化机制咖啡酸对人HT-1080纤维肉瘤细胞系中的对癌细胞增殖的抑制作用。
咖啡酸在体外和活体内都是一种抗氧化剂。咖啡酸还显示出免疫调节和抗炎活性，咖啡酸能使黄曲霉毒素产量降低超过95％，优于其他抗氧化剂。研究表明否则触发黄曲霉产生黃麴毒素的应激氧化可被咖啡酸阻碍。
对咖啡酸致癌性的研究具有混合的结果。 一部分研究结果表明它抑制致癌作用，另一部分结果显示咖啡酸有致癌作用。对大鼠进行高剂量咖啡酸的口服给药会引起胃乳头状瘤。在相同的研究中，高剂量包含咖啡酸的组合抗氧化剂则能显著减少相同种类大鼠结肠肿瘤的生长。在一些危险物数据表中咖啡酸被列为潜在致癌物，它已被国际癌症研究机构列为2B类致癌物（“可能对人类致癌”）。一些研究数据显示，大鼠肠道中的细菌可能改变咖啡酸代谢产物的形成。

## 化学性质
咖啡酸易于自动氧化。谷胱甘肽以及硫醇类化合物（例如半胱氨酸，巯基乙酸或甲琉酚）或抗坏血酸对咖啡酸的褐变和消失具有抑制作用，咖啡酸的褐变是由邻二酚被氧化为邻二醌造成的。在酸性条件下用高碘酸钠对咖啡酸进行化学氧化会生成具有呋喃结构的二聚体（2,5-（3'，4'-二羟基苯基）四氢呋喃3,4-二羧酸的异构体）。使用辣根过氧化物酶/过氧化氢的氧化系统能使咖啡酸聚合。

## 其他用途
咖啡酸也用于蛋白质的基质辅助激光解吸/电离质谱分析的辅助基质。

## 同分异构体
咖啡酸有三个同属于羟基苯丙烯酸的同分异构体，分别是：
- 伞形酸（2,4-二羟基肉桂酸）
- 2,3-二羟基肉桂酸
- 2,5-二羟基肉桂酸